# Народни фронт за ослобођење Палестине
Народни фронт за ослобођење Палестине (арап. الجبهة الشعبية لتحرير فلسطين) је секуларна палестинска марксистичко-лењинистичка и револуционарна социјалистичка организација коју је 1967. основао Џорџ Хабаш. Стално је била друга по величини група која је формирала Палестинску ослободилачку организацију (PLO), док је највећа Фатах.
НФОП је генерално заузео тврд став према палестинским националним аспирацијама, противећи се умеренијем ставу Фатаха. Не признаје Израел и промовише решење за израелско-палестински сукоб са једном државом. Војно крило НФОП-а се зове Бригаде Абу Али Мустафе.
НФОП је био пионир оружаних отмица авиона касних 1960-их и раних 1970-их. У скорије време, група је учествовала у рату између Израела и Хамаса (2023 – данас) заједно са Хамасом и другим савезничким палестинским фракцијама. Сједињене Америчке Државе, Јапан, Канада и ЕУ су је прогласиле терористичком организацијом.
Ахмад Садат, који је 2006. осуђен на 30 година затвора у Израелу, обављао је функцију генералног секретара НФОП-а од 2001. 2025. године НФОП бојкотује учешће у Извршном комитету PLO и Палестинском националном савету.